# Temple d'Apol·lo (Mdna)

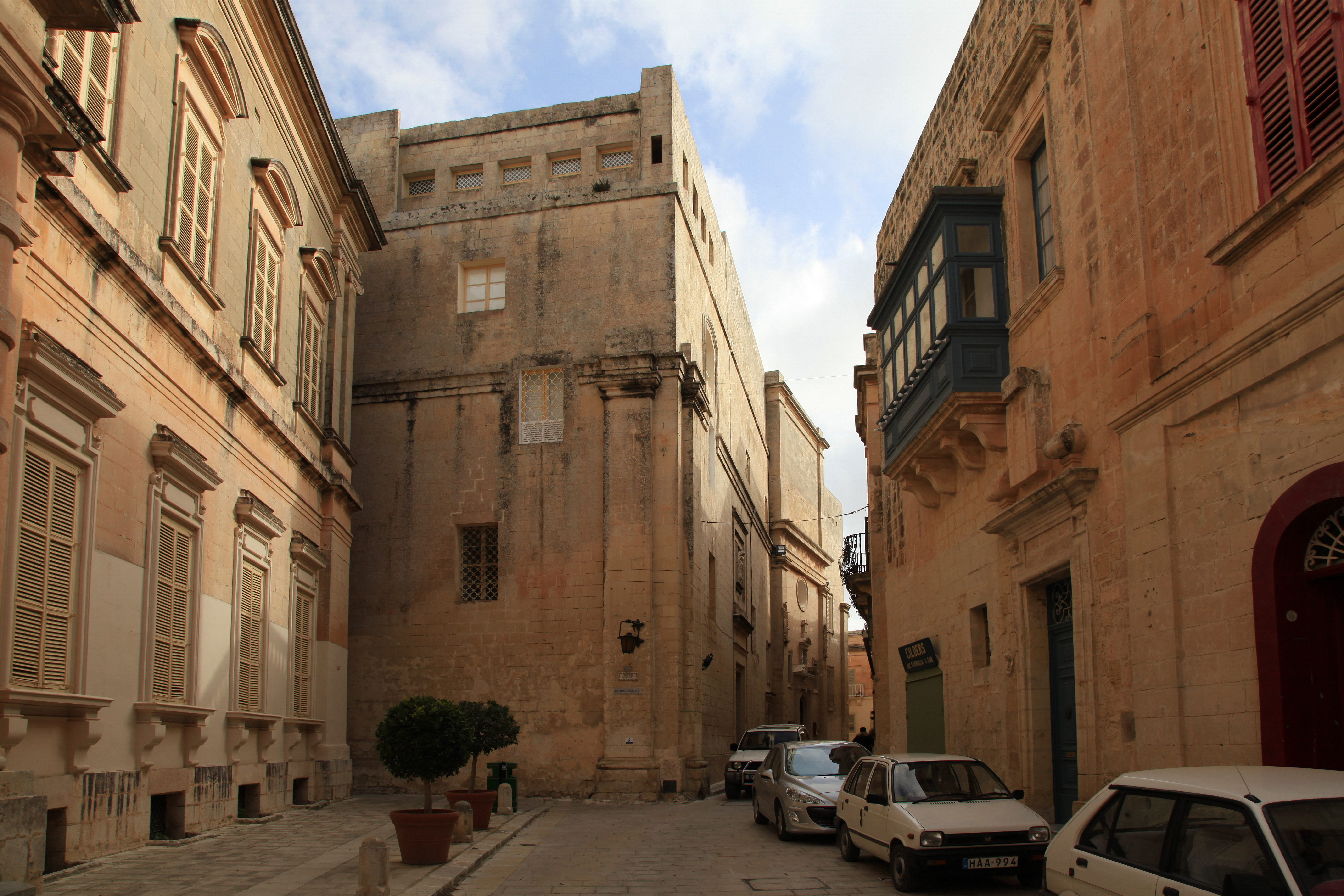
Algunes restes del temple encara sobreviuen sota el carrer Villegaignon

El Temple d'Apol·lo (en maltés: Tempju t'Apollo) era un temple romà de la ciutat de Melite, l'actual Mdina, a Malta. Estava dedicat a Apol·lo, déu del sol i de la música. Es construí en el segle ii i estava unit a un teatre semicircular. Les ruïnes del temple es descobriren en el segle xviii, i molts fragments arquitectònics es dispersaren en col·leccions privades o es transformaren en noves estàtues. Encara se'n conserven parts del crepidoma, redescobert el 2002.

## Història i arquitectura
El Temple d'Apol·lo podria haver estat construït en el lloc d'una estructura sagrada púnica anterior. L'any 1747 se'n va descobrir una inscripció que registrava un benefactor privat que havia pagat la construcció de parts del temple.
El temple era fet de marbre i tenia un pòrtic tetràstil amb columnes jòniques, elevat damunt un podi. L'arquitectura del temple estava influenciada per l'estil cartaginés, ja que també s'assemblava a l'estil popular del nord d'Àfrica romà.
Si encara estava en ús en el segle iv, el temple es tancaria durant la persecució dels pagans en l'Imperi romà tardà, quan els emperadors cristians promulgaren edictes que prohibien tots els cultes i santuaris no cristians.
Algunes restes del temple es descobriren el 1710, i els blocs de marbre foren extrets i esculpits en altars i elements decoratius per a cases i esglésies, com ara la Catedral de Sant Pau de Mdina, la Gruta de Sant Pau de Rabat, l'Església Franciscana de Santa Maria de Jesús i l'Església de les Ànimes Santes de La Valeta.
L'any 1747 es van descobrir més ruïnes del temple i del teatre adjacent, a prop del Monestir de Sant Pere de Mdina. Aquestes ruïnes contenien pilars, capitells, cornises i blocs de marbre, i una inscripció que registrava la construcció del temple. Una altra inscripció que esmentava la construcció d'un temple es trobà a prop del mateix monestir al 1868, i tot i que el nom de la deïtat a qui es dedicava aquest temple s'ha perdut, és possible que tingués l'origen en el temple d'Apol·lo.
En A hand book, or guide, for strangers visiting Malta, escrit per Thomas MacGill el 1839, es diu que «ni un vestigi [del temple] és ara visible». L'arqueòleg Antonio Annetto Caruana, l'any 1882, deixà constància que algunes restes descobertes el 1710 i 1747 eren en col·leccions privades, com ara la del Sr. Sant Fournier.
Al març del 2002, aparegué un mur que formava part del crepidoma del temple, en una obra pública al carrer Villegaignon, i més tard l'Archaeology Services Cooperative el va excavar.